# Víkingarvísur
Víkingarvísur (español: versos de viajes vikingos) es un poema escáldico compuesto en Islandia por el escaldo Sigvatr Þórðarson, considerada la más antigua de su obra conocida.
El poema se centra en las campañas vikingas de Olaf II el Santo en Inglaterra. Alistair Campbell opina que es «uno de los mejores documentos históricos que nos han transmitido desde el norte escandinavo».
La estructura de los versos (drápur) se construye a medida y ensalzamiento de los poderes reales a través de sus batallas individuales. Víkingarvísur y Knútsdrápa de Óttarr svarti son dos claros ejemplo de este estilo.